# Мажара Федір Германович
Федір Германович Мажара (нар. 3 вересня 1911, село Новобулахівка, тепер Лутугинського району Луганської області — березень 1971, місто Луганськ) — радянський діяч, секретар Луганського обласного комітету КПУ, 1-й секретар Верхньотеплівського районного комітету КПУ Ворошиловградської (Луганської) області.

## Біографія
Народився в селянській родині. З 1927 до 1934 року навчався в сільськогосподарському технікумі та в Харківському зоотехнічному інституті.
Після закінчення інституту працював зоотехніком у радгоспах та обласних сільськогосподарських органах.
Член ВКП(б) з 1939 року.
У 1947—1953 роках — заступник завідувача, завідувач сільськогосподарського відділу Ворошиловградського обласного комітету КП(б)У.
У 1953—1960 роках — 1-й секретар Верхньотеплівського районного комітету КПУ Ворошиловградської (Луганської) області.
У лютому 1960 — 15 січня 1963 року — секретар Луганського обласного комітету КПУ з питань сільського господарства.
19 січня 1963 — грудень 1964 року — 1-й заступник голови виконавчого комітету Луганської сільської обласної Ради депутатів трудящих — начальник управління виробництва і заготівель сільськогосподарських продуктів.
Потім — на пенсії в місті Луганську. Помер на початку березня 1971 року після тривалої хвороби.

## Нагороди та відзнаки
- орден «Знак Пошани» (26.02.1958)
- медалі